# Las toninas van al este
Las toninas van al este es una película uruguaya de 2016, coproducida por Argentina y Alemania. Dirigida por Gonzalo Delgado y Verónica Perrotta, es una comedia dramática protagonizada por Jorge Denevi, Verónica Perrotta, Gonzalo Delgado y César Troncoso.